# Endre Korláth
Endre Korláth (10. března 1881 Botfalva – 3. června 1946 Budapešť) byl československý politik maďarské národnosti a meziválečný poslanec Národního shromáždění za Maďarskou stranu práva a později za Maďarskou národní stranu (od roku 1936 po sloučení se Zemskou křesťansko-socialistickou stranu v rámci nové formace Sjednocená maďarská strana).

## Biografie
Roku 1907 vystudoval práva. V letech 1907–1913 působil jako advokát v Užhorodu. Před rokem 1918 zasedal v obecní samosprávě, byl rovněž členem zastupitelstva Užhorodské župy. Byl vlastníkem statku. Spoluzaložil maďarskou studentskou menzu v Praze a studentský domov v Berehovu. Založil noviny Ruszinszkói Magyar Gazda a Kárpátaljai Magyar Hirlap. Působil v četných maďarských spolcích.
Ve 20. letech 20. století byl hlavní postavou Maďarské strany práva na Podkarpatské Rusi. Byl také místopředsedou Svazu maďarských politických stran na Podkarpatské Rusi.
V doplňovacích parlamentních volbách na Podkarpatské Rusi v roce 1924 se stal poslancem Národního shromáždění. Mandát obhájil v parlamentních volbách v roce 1925, kdy byl zvolen za Maďarskou národní stranu, která se zúčastnila voleb v koalici s dalšími menšinovými politickými stranami: Spišská německá strana, Německý svaz zemědělců a Německá živnostenská strana. V roce 1927 se ovšem tato aliance rozpadla a Korláth v senátu vystoupil ze společného klubu a přešel do senátorského klubu Maďarské národní strany a Spišské německé strany.
Pak dočasně přestoupil do horní komory parlamentu. V parlamentních volbách v roce 1929 totiž získal senátorské křeslo v Národním shromáždění za Maďarskou národní stranu. V senátu setrval do roku 1935. Do dolní komory parlamentu se vrátil po parlamentních volbách v roce 1935, do nichž šel za kandidátní listinu, kterou utvořila Maďarská národní strana, Spišská německá strana a Zemská křesťansko-socialistická strana. V roce 1936 se Maďarská národní strana a Zemská křesťansko-socialistická strana sloučily, čímž vznikla Sjednocená maďarská strana. Poslanecké křeslo ztratil na podzim 1938 v důsledku změny hranic Československa.
Profesí byl advokátem. Dle údajů k roku 1935 bydlel v Užhorodu.
Po první vídeňské arbitráži v roce 1938, kdy Maďarsko anektovalo Užhorod, se angažoval v přebírání moci v tomto regionu a zasedal i v maďarském parlamentu. Zemřel v sovětském vězení roku 1946.